# Godiva (chocolatier)
Pour les articles homonymes, voir Godiva (homonymie).
Godiva est une marque commerciale de confiseries et chocolats. Fondée en Belgique en 1926 par Pierre Draps (nl), elle est aujourd'hui une marque internationale, avec une production en partie délocalisée en Turquie, et en Pennsylvanie pour le marché nord-américain. Les magasins de cette enseigne sont présents dans plusieurs grandes villes du monde comme Londres, Bruxelles, ou Tokyo.
Le nom de la marque est fortement inspiré de Lady Godiva et son logo est une femme nue sur un cheval.
Godiva a été racheté en 1966 par le groupe américain Campbell Soup Company, qui l'a revendu fin 2007 au groupe turc Yıldız Holding, lequel a fait alliance en 2019 avec un groupe sud-coréen.
En mars 2021 le groupe ferme toutes ses boutiques aux États-Unis et au Canada à la suite d'une baisse de la fréquentation consécutive à la pandémie de covid, et ne conserve dans ces pays que la vente en ligne et à des détaillants.